# Georg Rickhey
Georg Johannes Rickhey (25 agosto 1898 – Hildesheim, 1966) è stato un ingegnere tedesco e direttore generale della Mittelwerk GmbH a Mittelbau-Dora.

## Biografia
Dottore in ingegneria, si unì al Partito Nazista nell'ottobre 1931, membro n. 664 050. Dal 1940 guidò la Gauamt Technik a Essen e fu promosso nel 1942 come leader del Gau nazista locale e nello stesso tempo fu anche ufficiale autorizzato in una società mineraria di Essen.
Durante la seconda guerra mondiale ricoprì diversi incarichi con il Reichsministerium für Bewaffnung und Munition (Ministero del Reich per gli armamenti e le munizioni) prima di diventare direttore della Demag Cranes AG, una società di produzione di carri armati, nel 1942.
Divenne capo della Mittelwerk GmbH a Mittelbau-Dora dall'aprile 1944, supervisionando la produzione delle bombe V-1 e del razzo V-2. Il suo lavoro su queste armi lo vide insignito della Croce di Cavaliere della Croce al Merito di Guerra insieme a Walter Dornberger e Wernher von Braun.
Arrestato nel 1945, fu portato nella Wright-Patterson Air Force Base dall'esercito degli Stati Uniti, dove lavorò secondo i termini dell'Operazione Paperclip. Successivamente fu incriminato nell'ambito dei processi di Dachau del 1947 con l'accusa di aver lavorato a stretto contatto con le SS e la Gestapo, e di aver assistito alle esecuzioni. Fu assolto per mancanza di prove. Non tornò al suo lavoro negli Stati Uniti.